# Idaea barcearia
Idaea barcearia là một loài bướm đêm trong họ Geometridae.